# Liborius Diederich Post
Liborius Diederich (von) Post (* 11. Juni 1737 in Bremen; † 7. Oktober 1822 in Bremen) war ein Jurist, Archivar, Bremer Senator und Bremer Bürgermeister.  

## Biografie
Post war der Sohn des ersten Bremer Archivars Hermann Post (1693–1762) und der  Bürgermeistertochter Rebecka geb. von Line. Sein Bruder war der Archivar und Syndicus Simon Hermann Post (1724–1808). Er war verheiratet mit Anna Wahls, Tochter von Senator Albert Wahls (1715–1787); beide hatten vier Kinder darunter Senator Albert Hermann von Post (1777–1850). 
Nach dem Abitur studierte er ab 1755 Rechtswissenschaften an der Universität Duisburg der Universität Utrecht und der Universität Göttingen. Er promovierte 1761 zum Dr. jur. an der Universität Duisburg. Von 1763 bis 1768 war er, wie sein Vater, Archivar in bremischen Diensten.
1776 wurde er Senator in Bremen (Ratsherr). Vom 10. Dezember 1802 bis zum 16. September 1808 war er Bremer Bürgermeister.